# 火星娃
《火星娃》是中國大陸的一部兒童动画。在东方少儿频道于2005年2月5日推出《火星娃学汉字》，且推出《火星娃动画识字魔典》。《火星娃动漫课堂》被中国关心下一代工作委员会推荐。其品牌获得2006年度中国动漫产业消费者最满意十佳品牌。深圳神笔动画设计公司出品。《火星娃勇闯魔晶岛》被广电总局推荐为2007年第二批优秀国产动画片之一。

## 人物
火星娃、阿左、水星公主、小水点、阿尔法爷爷